# Cristián Oviedo
Cristián Gonzalo Oviedo Molina (Talcahuano, Biobío, Chile, 22 de mayo de 1980) es un Exfutbolista chileno que jugaba de defensa

## Clubes
| Club                      | País  | Año       |
| ------------------------- | ----- | --------- |
| Deportes Talcahuano       | Chile | 2000      |
| Universidad de Concepción | Chile | 2001      |
| Huachipato                | Chile | 2003-2004 |
| Naval                     | Chile | 2005      |
| Lota Schwager             | Chile | 2006-2007 |
| Everton                   | Chile | 2008-2010 |
| O'Higgins                 | Chile | 2011      |
| Audax Italiano            | Chile | 2012-2014 |
| Santiago Morning          | Chile | 2014      |
| Deportes Iquique          | Chile | 2015-2016 |
| San Antonio Unido         | Chile | 2016      |
| Cobreloa                  | Chile | 2017      |

## Palmarés

### Campeonatos nacionales
| Título           | Club    | País  | Año    |
| ---------------- | ------- | ----- | ------ |
| Primera División | Everton | Chile | 2008-A |

- Datos: Q5186418